# Daniele De Vivo
Daniele De Vivo (18 de enero de 2003) es un deportista italiano que compite en karate, en la modalidad de kumite. Ganó una medalla de oro en el Campeonato Mundial de Karate de 2021 y una medalla de plata en los Juegos Europeos de Cracovia 2023.

## Palmarés internacional
| Campeonato Mundial | Campeonato Mundial      | Campeonato Mundial | Campeonato Mundial |
| Año                | Lugar                   | Medalla            | Prueba             |
| ------------------ | ----------------------- | ------------------ | ------------------ |
| 2021               | Dubái (EAU)             | Medalla de oro     | Por equipos        |
| Juegos Europeos    |                         |                    |                    |
| Año                | Lugar                   | Medalla            | Prueba             |
| 2023               | Bielsko-Biała (Polonia) | Medalla de plata   | –75 kg             |